# Fate/Zero
Fate/Zero (japonês: フェイト/ゼロ, Hepburn: Feito/Zero) é uma light novel japonesa escrita por Gen Urobuchi, ilustrada por Takashi Takeuchi, e é o antecessor para todas as rotas na Light Novel Fate/stay night da Type-Moon. Fate/Zero acontece dez anos antes dos eventos de Fate/stay night, e conta a história da Quarta Guerra do Santo Graal, um secreto torneio mágico que acontece na Cidade de Fuyuki no Japão onde sete magos conhecidos como os Mestres dos Servos invocam reencarnações de almas lendárias e heróis de todos os tempos, onde eles lutam em uma batalha mortal onde o vencedor obtém o Santo Graal, um lendário cálice mágico capaz de conceder desejos. O protagonista Kiritsugu Emiya, pai adotivo do protagonista Shirou Emiya de Fate/stay night, é conhecido como um impiedoso mago assassino que se junta ao torneio em nome da família de sua esposa, os Einzberns.
Uma adaptação para anime foi anunciada pelo estúdio Ufotable em 2010, a primeira temporada foi ao ar de 1 de outubro a 24 de dezembro de 2011 e a segunda temporada foi ao ar de 7 de abril a 23 de junho de 2012. A trilha sonora foi composta por Yuki Kajiura, que também compôs a trilha sonora para o anime Puella Magi Madoka Magica. Uma adaptação para mangá foi publicada pela Editora japonesa Kadokawa Shoten entre 2011 e 2017.
Dark Horse Comics licenciou o mangá e o lançou em inglês na América do Norte.
Após seu lançamento, Fate/Zero foi aclamado por muitos fãs, com elogios dirigidos à animação, temáticas, personagens, trilha sonora e história. O anime foi também um sucesso comercial, vendendo mais de 40,000 BDs e ganhou vários prêmios nas premiações de anime Newtype, incluindo "Título do Ano".